# ثقافة اليمن

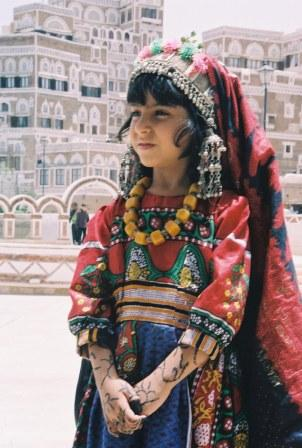
طفلة يمنية بزي قديم في صنعاء تزينه الفضة وعقد الكهرمان.

ثقافة اليمن غزيرة وغنية بمختلف الفنون الشعبية، من رقصاتٍ وأغاني والزي والحلي والجنبية تختلف من منطقة لأخرى تعود بأصولها لعصور قديمة جداً ولها دور في تحديد معالم الهوية اليمنية وقوميتها.

## الرقصات الشعبية
الرقصة الشعبية الأكثر انتشارا في اليمن هي رقصة «البَرَع»، وكلمة «برع» مشتقة من «يبرع» أو «البراعة» وتختلف أنماط الرقصة باختلاف المناطق والقبائل، فهناك البرعة الهمدانية والتهامية والحارثية واليافعية والمأربية كلها تتميز عن الأخرى بالموسيقى المصاحبة وسرعة الحركة، وعلى اختلافتها إلا أن كلها رقصات حرب وقتال ضاربة في القدم، ومقتصرة على القبليين فقط، لم لها من دلالات ومعاني، وأهم معاني البرع هي: تعليم أبناء القبيلة أن يعملوا كمجموعة مترابطة في ظروف صعبة،  إذ يستعمل الراقصون الخناجر، وفي حالات عدة يضعون أسلحة فوق أكتافهم.
تختلف الأمور إلى حدٍ ما في المناطق الجنوبية للبلاد، فالبرع ليس منتشراً في حضرموت وعدن والمهرة من أشهر الرقصات جنوب البلاد: الشرح، الزفين، والشبواني، والأخيرة لها جذور تتعلق بالحرب إلا أن أهل حضرموت قد أثروا على غيرهم من الشعوب. كذلك فرقصة زافين الماليزية هي حضرمية الأصل، وتختلف الرقصات باختلاف الطبقات الاجتماعية في حضرموت، فكان قديماً «للعبيد» زامل ورقصات خاصة بهم لا يشترك فيها رجال القبائل.
لليهود في اليمن رقصة مشهورة تدعى الخطوة اليمانية (بالعبرية: צעד תימני تساعاد تيماني) يتشارك فيها الجنسان، ولا يستعمل فيها أي نوع من الأسلحة، إلا أنها تتشابه مع رقصات أخرى في اليمن وتؤدى في الأفراح غالباً.

## السلاح في اليمن
يعدّ امتلاك السلاح أمراً مألوفاً وجزءًا من شخصية اليمني، ابتداء بالخنجر إلى الأسلحة الثقيلة التي يمكن شراؤها في الأسواق،  إلا أن هناك أسباباً سياسية وراء انتشار السلاح في اليمن، فالحكومة المركزية ضعيفة وهيكلتها قبلية خالصة، فلم تكن هناك جهود جدية للحد من انتشار السلاح بين المدنيين ولا حتى إخراطهم في قوات منظمة  فعلاقة الجيش بالقبائل قوية ومتباينة، وكثير من أبناء القبائل قد لا يكون منخرطًا في القوات الحكومية، إلا أن ولاءات قبلية ومصالح تدفعه أو لا تدفعه لمشاركة الجيش في عملياته المختلفة فاعتماد السلطة على القبائل بهذا الشكل أحد أهم عوامل انتشار السلاح في اليمن، فبرغم بعض القرارات العلنية الصادرة في الأعوام الماضية عن تقنين السلاح وتجارته، إلا أنها فشلت فشلاً ذريعاً  وهناك من 61 ـ 81 (أعلى احتمال) قطعة سلاح لكل 100 مدني في اليمن وإحصائية «60 مليون قطعة سلاح» غير صحيحة ولا تعتمد على دراسات، ولا تعدو أن تكون تخمينًا؛ لأن أعداد الكلاشنكوف حول العالم أجمع لا تتجاوز مليون قطعة.

## الأزياء والحلي

يمنية بزي عروس قديم لم يعد يستخدم إلا في أفراح بعض اليهود

تختلف أنماط اللباس باختلاف المناطق والقبائل؛ بل إنه كان قديمًا بالإمكان التعرف على قبيلة الرجل من جنبيته وعمامته  ما زالت تستعمل قرون وحيد القرن والعاج المستوردة من أفريقيا لصناعة الخناجر الفاخرة رغم المنع الحكومي،  وتعود أصول الجنبية إلى عصور قديمة، فالنقوش القديمة تظهر عددًا من الملوك متقلدًا خنجرا على وسطه  ويتوارث صناعة الجنابي عائلات معروفة، وكان اليهود قديمًا من أمهرهم في صناعة الغمد، يرصّع أهل البادية خناجرهم بالعقيق اليماني في مأرب وحضرموت في حين أهالي صنعاء يكتفون بالمعدن، فيزينون جنابيهم بالفضة والذهب واللاز (برونز)، مع مقابض من قرون البقر وتتنوع أغطية الرأس في اليمن بالذات في حضرموت، فرحلات أهلها التجارية أضفى على أغطية رؤوسهم تنوعًا. وتختلف العمامة أو «العمة» في المهرة وحضرموت عن المناطق الشمالية للبلاد لقربهم من سلطنة عمان، ويرتدي بعض اليمنيين القاوق الذي يصنع من قماش قطني بشكل كوفيتين يوضع بينهما قليل من القطن، وكان يلبسه الفقراء والأطفال الصغار، وكثيرًا ما يستخدم هذا القاوق قاعدة للعمامة، وهناك قاوق القص الذي قدم من جنوب شرق آسيا، ويظهر ذلك في أغطية بعض اليمنيين المتصلين بهم، وتختلف العمائم باختلاف الطبقة، أو كانت كذلك على الأقل.
عرف اليمنيون الأزياء منذ أقدم العصور وبرعوا في صناعتها، وكان لليمن دورها البارز في مجال صناعة المنسوجات، سواء في فترة ما قبل الإسلام أو في العهود الإسلامية المختلفة، وقد أشارت المصادر إلى أن ملوك اليمن في العصور القديمة أنشأوا دوراً للنسيج، كانت تُدر عليهم دخلاً كبيراً من المال، وكانت المنسوجات اليمنية - حسب بعض الدراسات - تصدّر إلى خارج البلاد، كما أن الكعبة كُسيت بمنسوجات يمنية فريدة في نوعها، حيث تذكر المصادر التاريخية بأن «تبع كرب أسعد» لما قدم من المدينة إلى مكة في طريقه إلى اليمن رأى في المنام أنه يكسو البيت الحرام فكساه الحصف، وهو نسيج من خوص النخيل، ثم رأى مرة أخرى أنه يكسوه أحسن الأقمشة، فكساه «الوصايل»، فكان تبع أول من كسا البيت وأوصى بذلك بنيه من بعده، و «الوصايل» - كما ذكرت الدكتورة وفية عزي في دراسة لها بعنوان «الفنون الإسلامية في اليمن» - بأنه ثوب يماني مخطط، وكذلك المقصبات والبرود والقصائب والمعلمات والمعصفرات، وقد كفن النبي النبي صلى الله عليه وسلم بسبعة أثواب يمانية سَحُولية، وعلى ذلك فالوصايل هي نوع من الأقمشة التي كانت تنسج في اليمن في عصور ما قبل الإسلام، واستمر نسجها في العهود الإسلامية، ومميزات هذا النوع من المنسوجات يتمثل - كما يرى البعض - في عدم وجود تصميم زخرفي مسبق، وإنما تتم الزخرفة عن طريق استخدام خيوط ملونة «مصبوغة» تستخدم في السدة أو اللحمة بطريقة متصلة أو منفصلة، مشكلةً نوعاً من الزخرفة أشبه بالزخرفة التجريدية في مذاهب الفن الحديثة.

## المنسوجات

### خامات المنسوجات
عرفت اليمن أنواعاً مختلفة من المواد الخام اللازمة لصناعة المنسوجات، منها الصوف وشعر الماعز والكتان والحرير والقطن إلى جانب الخامات المحلية اللازمة لصناعة النسيج، وكانت اليمن تستورد بعض الأقطان الجيدة من الهند، وخاصة الأقمشة الخامة الهندية أو ثياب العراسنة التي كانت تصنع في دقلي بالهند.
كما كان القطن يتواجد بكثرة في مناطق تهامة والجوف ولحج وأبين أحور ودثينة وبراميس، ونلاحظ أن مناخ هذه المناطق وتوافر مصادر المياه يتلاءم وزراعة القطن التي تحتاج إلى ري دائم.
ومن الصعوبة تصنيف هذه الملابس والمنسوجات اليمنية لعدم وجود أوصاف دقيقة لها، وكذا لعدم وجود دراسات متخصصة فيها تساعد على عمل تصنيف دقيق لمثل هذه المنسوجات.. غير أن ثمة خامات متعددة عرفت مصادرها، وهي خامات طبيعية تعد الأكثر استخداماً في اليمن، أهمها القطن والكتان، وهاتان الخامتان كان يتم الحصول عليهما من عزف ألياف القطن والكتان، ثم تنسجان بعد ذلك على المنسج اليدوي ثم يتم استخدامها في صنع أغطية الرأس والألحفة والمعاجر والمقاطب والمعاوز والملابس الداخلية والخارجية، كما كان يتم الحصول على الصوف من غزل صوف الأغنام والماعز بعد جزها وغسلها وتقشيرها ثم نسجها على المنسج اليدوي وتصنع منها العباءة والشمل والفريد والبرود الجيشانية، وفيما يتعلق بالحرير كان يتم الحصول عليه عن طريق الاستيراد أما استخدامه فكان قاصراً على صناعة ملابس الولاة والحكام والميسورين وفي أحيان كثيرة كان يخلط الحرير بالكتان أو القطن فتصنع منه القمصان والضالات والشالات والأقمشة الخفيفة.

### طريقة الصباغة
تعتبر طريقة الوصايل واحدة من أبرز طرق صناعة المنسوجات اليمنية وكانت تتم عن طريق حجز أجزاء من خيوط الغزل البيضاء بواسطة مادة عازلة قد تكون من الجلد أو الشمع أو الطفل بحيث إذا غمست هذه الخيوط في الأصباغ أخذت الأجزاء الظاهرة لون الصبغة المطلوب، فإذا جفت وكشفت الأجزاء المحفوظة بعد ذلك ظلت بيضاء فإذا شدت هذه الخيوط المتعددة الألوان على الأنوال نجد أن جزءاً من الخيط بلون الصبغة يعقبه لون أيضاً وهكذا، ومن الطرق الصناعية التي استخدمها الصانع اليمني طريقة الطبع بواسطة القالب، وعادة ما تحفر الزخارف على هذه القوالب حفراً بارزاً وغائراً، ثم تغمس هذه القوالب في الأصباغ أو ماء الذهب، ويختم بها على المنسوجات وإلى جانب الطرق السابقة استخدم النساج طريقة التطريز وعادة ما كانت أشرطة الطراز تتم بواسطة هذا الأسلوب، وقد أقبل صناع النسيج في اليمن على استخدام طريقة الصباغة في عمل المنسوجات وفي العصور الوسطى كانت معظم الأصباغ التي تستخدم نباتية، لأن الأصباغ الكيميائية لم تستخدم إلا في العصور الحديثة حينما بدأت أوروبا تصدرها إلى إيران والهند وبعض الدول الأخرى، وقد اعتمد النساجون المحليون - الكلام هنا للدكتور خليفة - الأصباغ المحلية أو المستوردة ومن أهم الأصباغ:
- الزعفران: وهذا النوع يسمى الورس يشبه السمسم، وكانت جمال اليمن التي تحمل الزعفران إلى الشمال تصفر ألوانها بتأثير أحمالها الغالية.
- الفوة: تذكر المصادر التاريخية أنه في عام 615هـ زرع الفلاحون في جميع جبال اليمن الفوة وهو نوع من الأصباغ وأقلعوا عن زراعة الغلال كالحنطة والشعير، إذ كان يدر عليهم ربحاً كبيراً ولما ملك الملك المسعود بلاد اليمن منع الناس من زراعته وكان آخر العهد بزراعة هذا النبات سنة 624هـ ومن المعروف أن هذا النبات يعطي اللون الأحمر.
- الحور الوطني: وكان يزرع بوادي زبيد.
- النيل أو النيلة: وهي مادة زرقاء يستعملها الصباغون كما ذكر ذلك ابن المجاور في «تاريخ المتبصر» وكان يؤخذ على القطعة منه أربعة دنانير وربع الدينار عند خروجه من ميناء عدن في القرن السادس الهجري ويذكر أريك ماركر في كتابه «اليمن والغرب» بعض المحاولات الأوروبية في مطلع القرن الحادي عشر للاتجار في النيل في ميناء المخا.

## أسواق هامة
من بين الأسواق التجارية الهامة في اليمن خلال عهودها القديمة:
- سوق المخا: وقد كانت من أسواق ما قبل الإسلام وقد وصفها صاحب كتاب «الطواف حول البحر الإرتيري» بأنه كانت تردها البضائع من أنواع من الأقمشة الأرجوانية ناعمها وخشنها وألبسة خيطت عن الزي العربي ذات أدران «أكمام» قد تكون بسيطة أو عادية مطرزة أو موشاة بالذهب والزعفران، وقصب الذرة وأنسجة القطن الشفافة والأحزمة، وهي ليست كثيرة بعضها بسيط وبعضها موضوع على الطريقة المحلية ومناطق ذات ألوان عديدة.
- سوق صنعاء: كانت هذه السوق تقام في الوادي القريب من المدينة تحت جبل نقم ويكون بعد انتهاء سوق عدن وتستمر من منتصف شهر رمضان حتى أواخره ويأتيها التجار بالقطن والزعفران والأصباغ وأشباهها وغيرها مما لا يوجد في السوق ويشترون فيها ما يريدون من البز والحرير ومن أشهر بضائعها وأروجها «الآدم» و «البرود» وهذان الصنفان يجلبان إليها من المعافر فتباع فيها وتصدر إلى الخارج، ثم عرفت اليمن بعد ذلك ظاهرة التخصص في الأسواق وأصبح لكل حرفة سوقاً خاصة بها، ومن أسواق المنسوجات التي أوردها صاحب «قانون صنعاء في القرن الثاني عشر الهجري» القاضي حسين السياغي سوق البز في صنعاء وسوق البز الحضرمي وقد كان ممنوع صبغه في صنعاء إلا إذا عرض على شيخ السوق خشية غشه بالعتيق، البز الزبيدي، وكذلك الحديد والبز اليريمي والوصابي، وذكر أيضاً أن بيع البز لا يكون إلا بالذراع المطبوع باسم أمير المؤمنين، كما أشار صاحب القانون إلى مقدار الأجرة التي يدفعها أهل سوق البز عند احتياج المدينة إلى حراسة.
- سوق الحرير: وأكثر بضاعته تستورد من الشام وعلى أهله من جرم الحرس ما يعتادونه ومن حراسه المدينة المعتاد عند الحاجة.
- سوق الصباغة: وعلى أهله الالتزام بالقواعد التي تأتيهم من الحكام.

## مراكز صناعة المنسوجات
اشتهرت كثير من المدن والقرى اليمنية بإنتاج المنسوجات واختصت بعضها بإنتاج أنواع معينة صارت من أهم منتجاتها والتصق اسمها باسم المدينة التي تنتجها ومن هذه المدن صنعاء التي كانت تضم عدداً من مناسج الطراز الخاصة في فترة حكم دولة بني يعفر، وكانت هذه المناسج تقوم بنسج الأقمشة الخاصة بالخليفة وحاشيته، بالإضافة إلى ما تحتاج إليه الدولة من خلع وأعلام وأقمشة للهدايا وكسوة للكعبة. كما اختصت سحول بإنتاج البرود الموشاة وشرعب بإنتاج البرود الشرعبية، فضلاً عن يريم ووصاب، حيث كان ينتج البز اليريمي والوصابي.
ومن المدن اليمنية المشهورة بإنتاج المنسوجات زبيد. وفي زبيد تصنع الثياب وبالنيل وترسل إلى جبال اليمن، وصبغ زبيد لا يساويه غيره في الحسن والجودة - كما ذهب إلى ذلك القاضي محمد بن أحمد الحجري، وقد كانت زبيد تزخر بالمصانع اليدوية في العهد النجاحي في القرن الخامس الهجري، حيث بلغت مصانعها مائة وخمسين مصنعاً، ومن إنتاجها القماش والمحشى بالحرير والقطن والفوط، ويتم تصدير ذلك لجميع أنحاء اليمن وغيرها.
وفي القرن العاشر الهجري دخلت زبيد صباغة أخرى عن طريق الهند، وهي صباغة البز الأبيض بالنيلة الزرقاء في المصانع المسماة «بالمصابيغ»، ثم يرسل إلى المناطق الجبلية، حيث أصبحت صنعاء وذمار وحجة وصعدة مراكز تجارية لزبيد، ومن زبيد انتشرت هذه الصناعات في كل من بيت الفقيه والدريهمي والحديدة.
ومن أهم المنسوجات اليمنية التي كانت ولا تزال محل تقدير:
- البرود: وطول الواحد منها ثمانية أذرع وكانت تصدر منها على الجمل الواحد 122 برداً، وغالباً ما تصنع من الكتان، وفي كتب الأدب العربي الكلاسيكية دائماً ما يأتي ذكر البرود اليمانية.
- البيرم: وهو نوع من المنسوجات وطول الواحد ستة أذرع.
- السباعيات: وهي نوع من الأردية وطول الواحد سبعة أذرع في عرض أربعة أذرع وهي على صنفين نوع من الحرير الخالص ونوع آخر ممزوج بالكتان.
- الملايا: شقق الحرير وطول الشقة عشرون ذراعاً.
- الفوط.
- النقب: وهو النقاب الذي تستر به المرأة وجهها أو الخمار ويكون من القماش الأسود الخفيف.
- الشروب: وهي منسوجات رقيقة تصنع من الكتان ويدخل في لحمتها خيوط الذهب.

### خصوصية فريدة
تتميز الأزياء اليمنية بخصوصية فريدة وبقدرات عالية على محاكاة الطبيعة والبيئة والمنطقة الجغرافية التي تنتمي إليها ويزيد على ذلك نزوعها الكبير إلى تجسيد روح الوحدة والانسجام بين فئات وشرائح المجتمع وانتمائه الفكري والعقائدي فأغلب هذه الأزياء تتميز بالأناقة العالية واللمسات الفنية المصاحبة والوجه المحتشم والمحافظ وفوق هذا وذاك تبدو الأزياء التقليدية اليمنية انعكاساً صادقاً وواقعياً لعلاقة الإنسان بالبيئة بكل ما تنتجه هذه العلاقة من تنوع وتلون دائم ومستمر وقد حاولت العديد من الدراسات إلقاء الضوء على طبيعة العلاقة الكامنة وراء خصوصية الأزياء من ناحية وخصوصية المناطق من ناحية أخرى وبين الزي المنتمي لمنطقة معينة والصورة العامة الجامعة لمختلف الأزياء في مختلف المناطق وصولاً إلى الوحدة الفنية والموضوعية لمجمل الأزياء التقليدية اليمنية وقد خلصت بعض هذه الدراسات إلى أن أصالة الأزياء من أصالة المناطق وأنه يمكن تصنيف الأزياء اليمنية التقليدية بحسب المناطق الجغرافية والمناخية إلى أزياء المرتفعات الجبلية وأزياء السهول الساحلية والتهامية وأزياء الهضاب وأزياء الصحارى حيث تحاول أزياء المرتفعات الجبلية أن تكون انعكاساً طبيعياً ومرناً للعلاقة الطبيعية بين الواقع النفسي والجسدي للمواطن اليمني، وواقع المناطق الجبلية الوعرية والمليئة بالصعاب والعقبات، هذا الوقع الذي يفرض مستوى معيناً من الحركة والسلوك والاستجابة التلقائية والمباشرة لتقلبات الطقس وتغير المناخات والفصول ونوع النشاط الزراعي والحرفي المتبع.
تتميز أزياء المناطق الجبلية عموماً بفخامة المادة النسيجية ودقتها وحرصها على تغطية كامل الجسم كما تتميز بخصوصية فنية متفردة حيث تحوي الكثير من ألوان الزخرفة والتطريز تطرق وأساليب فنية مدهشة.
أما الأزياء الساحلية والتهامية حيث المناخ القاسي والحرارة المرتفعة فتبدو أكثر رقة ونعومة وأقل انشداداً لتغطية الجسم ولها العديد من المميزات الفنية والمهارة العالية في التطريز وأغلب ألوانها الفاتحة وبالذات اللون الأبيض.
وفيما يتعلق بأزياء الصحاري التي تحكمها العزلة النفسية والمكون الجغرافي للمكان فإن معظم سكان حضرموت يرتدون «المعاوز» أو «الفوطة» ويجدون في هذه الملابس ميلاً إلى الإحساس بالراحة وحرية الحركة خاصة في الأمسيات وفي البيوت معتبراً أن للهجرات الحضرية القديمة إلى ربوع الشرق الأقصى «أندونيسا - سنغافورة» صلة في إحلال هذا النوع من الملابس كبديل لما جرت عليه العادة وجبل عليه السكان القدماء الذين كانوا يرتدون القميص والصديرية إن هذا النوع من الملابس لا ينطبق على سكان بعض مناطق حضرموت الواقعة إلى الشرق من المحافظة مثل الديس، الحامي، نحيل بن يمين إذ إن سكان هذه المناطق يرتدون «السباعية» المصبوغة بالنيل.
كما أن لنساء حضرموت طقوساً خاصة في الملبس تتفاوت من منطقة إلى أخرى حيث يلعب السن والمقام الاجتماعي دوراً رئيسياً في اختيار الملبس، فالنساء في المدن يتحجبن «بالشقة» السوداء في حين يتحجبن صغار السن بالبالطو الأسود أما النساء في القرى يختلفن في أزيائهن من منطقة إلى أخرى تبعاً لطبيعة المنطقة ونوع الزي المتوارث.
ويمكن القول عامة بأن الملابس التقليدية اليمنية ترتبط ارتباطاً وثيقاً بالأقاليم الجغرافية ونمط الحياة الاجتماعية ومنظومة العادات والتقاليد السائدة وعلى ذلك فالمناطق المرتفعة تفرض لباساً ملائماً لها يختلف عن ذلك النوع من الملابس الذي يكتنز استخدامه في مناطق السهول والمناطق الساحلية وإن كان بدأ يأخذ بحسب رأي البعض منحى مغايراً حيث بدأت ظاهرة لبس الفوطة الخفيفة العدنية تظهر في برد صنعاء كما بدأت ظاهرة لبس الزنة والعسيب والسترة تظهر في قيض عدن وربما أعطي هذا التنوع الواسع والغنى الكبير للأزياء التقليدية اليمنية امتداداً في الزمن والمكان والثقافة والتاريخ وطبعها بطابع التوحد والتناغم والتمازج والانسجام، بحيث شكلت في مجملها خصوصية منفردة وهوية واحدة تضرب بجذورها في أعماق التاريخ وتحاكي مختلف الثقافات والحضارات الإنسانية بصورة من صور التأثر والتأثير الذي يغني الموروث ولا يتجاوزه ويتلمس الأبعاد الفنية والجمالية دون أن يفقد خصوصيته وذاتيته وهذا ما ينعكس من خلال الكم الهائل من الألوان والأصناف والأشكال الموروثة التقليدية اليمنية التي استوحت زخارفها وأشكالها ورسوماتها من البيئة المحلية وتمكنت من الاستفادة الإيجابية من كل ماهو جديد ومفيد مما انتجته الحضارة الإنسانية عبر التاريخ.
كانت النساء قديما ترتدي زيا مغايرا للعباءة السوداء المنتشرة حاليا والتي دخلت اليمن قريبا. فالعادات والتقاليد اليمنية وطبيعة الشعب الزراعية لم تعرف اللون الأسود وكانت المرأة اليمنية ولا زالت في المناطق النائية تخرج وتهتم بأرض أهلها  وكاختلاف الخناجر والعمائم عند الرجال بسبب المناطق والقبائل فاختلاف المناطق أضفى تنوعا على زي النساء في اليمن. دخلت العباءة السوداء بشكلها الحالي مع ازدياد تأثير الجماعات الدينية في اليمن.
استخدام المجوهرات قديم في اليمن واختلافات بسيطة تطرأ على الشكل وموضع اللباس من منطقة لأخرى. فقد عرف اليمنيون منذ القدم أنهم تجار ذهب وفضة ورصد كتب العهد القديمذلك. وتصنع الحلي يدويا ووتزين بالفصوص والأحجار المختلفة الكريمة مثل المرجان والعقيق والياقوت واللؤلؤ والكهرمان والزمرد التي يتم استخراجها من مناجم يمنية.

## الموسيقى والشعر

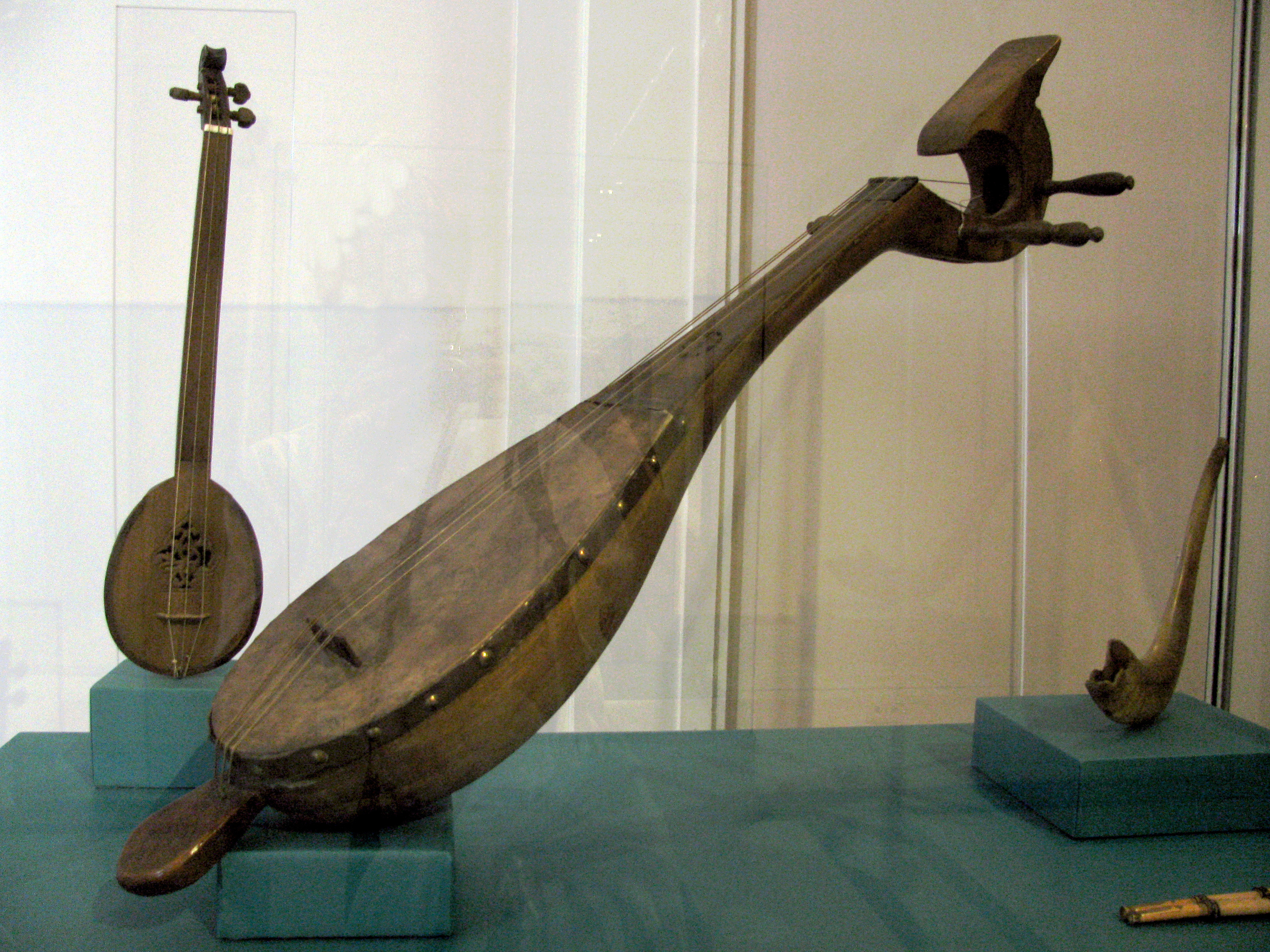
آلة القنبوس اليمنية التراثية

عدت منظمة اليونيسكو الغناء الصنعاني من التراث الثقافي اللامادي للإنسانية الذي ينبغي المحافظة عليه وصيانته وتدور الأغاني الصنعانية حول الحب والغزل. أغلب كلماته من مدرسة الشعر الحميني التي لا تلتزم بقواعد اللغة العربية الفصحى وهو مزيج بين اللهجة المحلية والفصحى ومن أشهر أغاني هذا اللون:
- «صادت فؤادي بالعيون الملاح».
- «يا مكحل عيوني بالسهر».
- «يا حي يا قيوم يا عالم بما تخفي الصدور» (تستخدم فيها آلات موسيقية ولكن حولها البعض إلى أنشودة دينية).
- «أراك طروبا والهاً كالمتيم».

وغيرها كثير للأسف المؤلفين الأصليين لهذه الأشعار مجهولون ونسبت قصائدهم دون أي أدلة للأئمة الزيدية الذين كانوا يفرضون عقوبات على المغنيين أصلاً وينظرون إليهم ـ كغالب المجتمع اليمني ـ نظرة دونية ويعرف الغناء الصنعاني بالبلبلة وهي مرادف الدندنة في حضرموت وعدن. وضياع أسماء الشعراء لأسباب اجتماعية ودينية قديمة هو أحد أهم أسباب سرقة التراث اليمني ونسبه إلى شعراء ومغنيين خليجيين بل إن بعض الانتحال يحدث لقصائد وأغاني يعرف اليمنيون مؤلفوها جيداً  وقامت منظمة اليونيسكو بالتعاون مع وزارة الثقافة اليمنية بجهود لتوثيق الفن اليمني مؤخراً 
ومن الفنون الغنائية المهمة في اليمن الفن الحضرمي وأبرز شعراءه حسين المحضار وأبو بكر سالم بلفقيه وهو فن وصلت انتشر في شبة الجزيرة العربية أكثر من الصنعاني ووصل إلى جنوب شرق آسيا  ومحمد جمعة خان الهندي الأصل الذي أدخل ألحاناً وإيقاعات هندية على الموسيقى في حضرموت  والفن العدني كذلك وأشهر مغني محمد مرشد ناجي ومحمد سعد عبد الله وفيصل علوي ومن الأغاني العدنية والحضرمية المشهورة:
- «كما الريشة».
- «على مسيري».
- «يحيى عمر قف يازين».
- «يوم الأحد في طريقي».

وغيرها كثير في مكتبة التراث اليمني الذي بقي بلونه القديم ولم يتغير رغم بعض المحاولات من فنانين مثل أحمد فتحي وفؤاد الكبسي ومن المغنيين اليمنيين المعروفين في اليمن أيوب طارش الذي غنى العديد من الأغاني الوطنية والثلاثي الكوكباني.
للشعر أهمية كبيرة عند اليمنيين لطبيعة الشعب القبلية وافتخار القبائل بشعرائها قديماً وحديثاً ومن أبرز الشعراء الحداثيين في اليمن الشاعر عبد الله البردوني وعبد الله عبد الوهاب نعمان وعبد العزيز المقالح وحسن عبد الله الشرفي وعلي بن علي صبرة. يوجد لون منتشر في اليمن يسمى الزامل وهو نوع من «الإنشاد» يختص به أبناء القبائل ويكثر منه أثناء الحروب والمعارك وهو فن يمني قديم متعلق بالحرب وغرضه إخافة الأعداء ويعود إلى عصور قديمة وكان ذا شكل واحد وهو الحرب لا غيرها تطور الزامل عبر العصور وظهرت زوامل مثل زامل الترحيب والرثاء والأعراس والهجاء والتربيع (الانضمام في حلف لقبيلة أخرى) وغيرها. وهو موجود بصورته هذه في المناطق الشمالية للبلاد فحسب أما في حضرموت فالزامل رقصة حربية ولديهم لون مشابه يسمى بالشيلة.
نصيب اليهود من الأغاني اليمنية كبير وغني كذلك وأشهر الشعراء اليهود اليمنيين الحاخام الأشهر بين يهود اليمن شالوم الشبيزي الذي عاش وتوفي في تعز في القرن السابع عشر أغلبها ذات طابع ديني حافظ عليه اليهود اليمنيين حتى أن اليهود من أصول أخرى دهشوا من كم الفخر والاعتزاز الذي يحمله اليهود اليمنيون لتراثهم مقارنة بمجتمعات يهودية أخرى. وتستعملهم الحكومة الإسرائيلية لإضفاء نوع من الأصالة على دولة إسرائيل في السنوات الأخيرة التي أعقبت عقودا من التمييز ضدهم وضد باقي اليهود المزراحيين وغنى عدد من اليهود اليمنيين أغنية الدودحية وهي تحكي قصة حدثت في ثلاثينيات القرن العشرين إضافة إلى قصائد شالوم الشبيزي وأشهر هولاء عفراء هزاع وهارون عمرام وشوشانة ذماري.

## الطعام

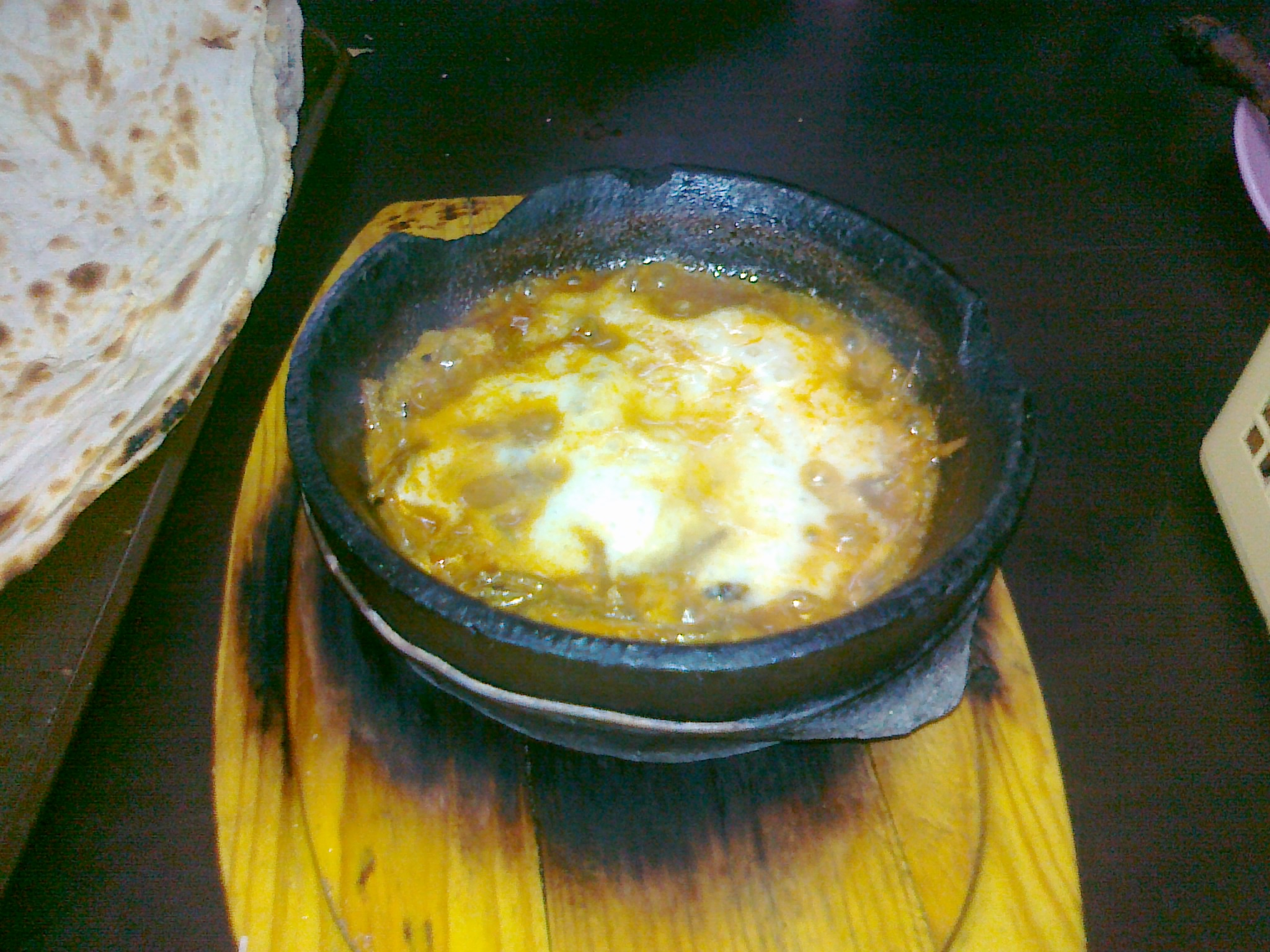
فَحْسة في إناء من الحجر المحفور

المطبخ اليمني غني بالعديد من المأكولات أشهرها المندي والمظبي والمسمن والشفوت والسلتة والجلمة والفحسة والهريس والعصيد والمدفون والوزف وعدد من الحلويات كذلك مثل الخمير وبنت الصحن والمطفاية واللخم والزربيان و (خبز الطاوة - المُلوَّحْ)(الصيادية) ومشروبات مثل الشاهي العدني والحقين والقشر (قهوة عربية).

## السينما
السينما اليمنية لا زالت في مراحلها الأولى وأول فيلم يمني أنتج عام 2005 وهو يوم جديد في صنعاء القديمة ويتمحور حول شاب متعلم من صنعاء القديمة وعلاقته بفتاة من طبقة اجتماعية متدنية لا يُعرف لها أهل لها ولا نسب ويناقش الفيلم ثقافة اليمنيين الشعبية بشكل واقعي وأغلب الحوار يدور بلهجة صنعانية رغم أن بعض الممثلين لم يكونوا يمنيين  حاز الفيلم على جائزة مهرجان القاهرة السينمائي الدولي كأفضل فيلم عربي  وهو أول فيلم يمني يعرض في مهرجان كان السينمائي في 2008, قام المخرج فضل العلفي بإخراج فيلم «الرهان الخاسر» وهو فيلم حكومي من إنتاج وزارة الداخلية للتحذير من خطر الجماعات الدينية المسلحة. وهناك عدة أفلام قصيرة من إنتاج هواة وغير محترفين شاركت في مهرجان دبي السينمائي مثل فيلم «أسوار خفية» الذي يصور معاناة «الأخدام» وفيلم «أبوي نائم» وغيرها من الأفلام القصيرة السينما اليمنية لا تزال في أطوارها الأولى وتواجه العديد من المعوقات أهمها الوضع الأمني والثقافة التي ترى في الأعمال المصورة للواقع خدشا للحياء العام والتقاليد.